# Crocicreas ilicifolium
Crocicreas ilicifolium är en svampart som beskrevs av P.R. Johnst. 1989. Crocicreas ilicifolium ingår i släktet Crocicreas och familjen Helotiaceae.   Inga underarter finns listade i Catalogue of Life.